# 革命工人党 (智利)
革命工人党（西班牙語：Partido de Trabajadores Revolucionarios，缩写为PTR）是智利的一个托洛茨基主义政党。该党成立于1999年，当时取名为阶级反对阶级。2011年，智利爆发大规模的学生运动后，该党的实力迅速增长；同年，该党改名为革命工人党。2017年1月4日，革命工人党发布组织公示书，后于同月26日更正；同年8月6日，该党取得合法地位。2018年5月11日，由于无法维持注册政党地位，该党解散，在此之前其成员已另外组建反资本主义工人左翼作为替代。2020年10月28日，反资本主义工人左翼改名为革命工人党。2022年2月，该党再次失去注册政党资格。2024年5月13日，该党再次成为注册政党。